# قصر الشيخ خزعل (الكويت)
قصر الشيخ خزعل هو قصر في مدينة الكويت بناه في عام 1916 الشيخ خزعل الكعبي أمير المحمرة بعد أن أهداه الشيخ مبارك الصباح قطعة أرض فضاء في منطقة دسمان. واستملك القصر في الثلاثينيات من القرن الماضي أحمد محمد الغانم ، كما قام الشيخ عبد الله الجابر الصباح بشراء ديوان الشيخ خزعل. أقيم في القصر أول متحف في تاريخ الكويت عام 1957، و في عام 2008 قام المجلس الوطني للثقافة و الفنون و الآداب باستملاك القصر بغرض تجديده.

## البناء
تميز القصر بالطراز الفارسي مما جعله مميزاً مقارنة بالبناء الكويتي البسيط. كان القصر ذو طابقين، و بني في كل ركن من أركانه الأربعة برج دائري.